# Taraudet de Flassans
Taraudet de Flassans (Flaçan, Provença-Alps-Costa Blava) fou trobador provençal que visqué vers 1354.
Fou encarregat per Joana I de compondre unes Remonstrances que foren pronunciades davant de l'emperador Carles IV, quan aquest passà per la Provença. Taraudet deu la seva fama a una obra titulada Ensenyances per a evitar les traïcions de l'amor, que s'ha perdut; però se sap que Foulques de Pontevès, entusiasmat per tan belles raons, li feu donació d'una part del territori de Flaçan, cosa que no va impedir que l'autor anònim, el Moine des Îles d'or, digui irònicament, després de reconèixer el valor de l'obra, que fou inútil pel trobador i pel senyor que el protegí, ja que ambdós foren enganyats per les seves dames.
Tanmateix, les informacions sobre aquest autor provenen de fonts no enterament fiables com L'histoire et chronique de Prouence de Cèsar de Nostra-Dama, fill de Miquèl i nebot de Joan, que havia escrit la dubtosa Les vies des plus célèbres et anciens poètes provençaux. Després han estat reproduïdes en altres obres.